# Neosebastes
Genre
Neosebastes est un genre de poissons téléostéens.

## Liste des espèces
Selon FishBase (29 janv. 2016), World Register of Marine Species (29 janv. 2016) et ITIS (29 janv. 2016) :
- Neosebastes bougainvillii (Cuvier, 1829)
- Neosebastes capricornis Motomura, 2004
- Neosebastes entaxis Jordan & Starks, 1904
- Neosebastes incisipinnis Ogilby, 1910
- Neosebastes johnsoni Motomura, 2004
- Neosebastes longirostris Motomura, 2004
- Neosebastes multisquamus Motomura, 2004
- Neosebastes nigropunctatus McCulloch, 1915
- Neosebastes occidentalis Motomura, 2004
- Neosebastes pandus (Richardson, 1842)
- Neosebastes scorpaenoides Guichenot, 1867
- Neosebastes thetidis (Waite, 1899)